# 앨버타주
앨버타주(Province of Alberta)는 1905년 9월 1일 캐나다 노스웨스트 준주에서 분리된 주이다.
캐나다 중서부에 위치한 앨버타주는 서쪽은 브리티시컬럼비아주, 동쪽은 서스캐처원주, 북쪽은 노스웨스트 준주, 남쪽은 미국 몬태나주에 맞닿아 있다.자연은 로키산맥과 연결된다.
주도는 앨버타주 남부에 위치한 에드먼턴 시이다. 대표적인 도시는 캘거리 시와 에드먼턴 시인데, 캘거리 시는 앨버타주에서 가장 큰 도시이자 교통의 중심지로 잘 알려져 있고 에드먼턴은 캐나다 오일샌드 생산의 중심지이자 천연 자원 산업이 유명하다. 최근 인구 증가에 따르면 이 두 도시는 각각 인구가 백만 명을 넘는 것으로 조사됐다. 캘거리 시가 에드먼턴 시보다 약간 인구가 더 많다.
다른 지방 자치 단체로는 레드 디어(Red Deer), 레스브릿지(Lethbridge), 메디신 햇(Medicine Hat), 포트 맥머리(Fort McMurray), 그랜디 프레리(Grande Prairie), 캠로즈(Camrose), 로이드민스터(Lloydminster), 웨타스키윈(Wetaskiwin), 밴프(Banff), 콜드 레이크(Cold Lake), 자스퍼(Jasper)가 있다.
앨버타주의 주수상은 다니엘 스미스(Danielle Smith)이다.

## 역사

### 초기의 거주민들
앨버타 지방에 유럽인들이 처음으로 도착하였을 때 블랙풋 네이션의 원주민들이 남부 평원과 구릉 지대에 살았다. 그들은 블러드 족, 피간 족과 시크시카 족으로 구성되었다. 그들의 제휴 사르시 족도 또한 남부에 살았다. 크리 족은 북부 산림 지대에 살았다. 퍼스트 네이션으로도 알려진 앨버타의 다른 아메리카 인디언들은 비버와 그로스벤트리 족들, 그리고 아시니보인 족에 속하는 스토니스 족을 포함하였다.

### 모피 교역
1670년 잉글랜드의 국왕 찰스 2세는 앨버타에서 모피 교역의 권리들을 허드슨 베이 회사라 불리는 잉글랜드의 회사에게 주었다. 지방은 루퍼트의 대지로 불린 막대한 영토의 일부였다. 앨버타를 방문하기로 알려진 첫 유럽인은 잉글랜드의 모피 교역인이자 탐험가 앤서니 헨데이였다. 1754년 허드슨 베이 회사는 블랙풋 원주민들과 교역을 촉진하는 데 헨데이를 보냈다. 그는 그해 겨울을 블랙풋 원주민들과 머물어 허드슨만에 요크 팩터리로 돌아갔다.
1778년 미국의 피터 폰드는 애서버스카 호 근처에 모피 교역지를 지었다. 1780년대 동안에 몬트리올에서 모피 교역자들에 의하여 형성된 노스 웨스트 회사는 허드슨 베이 회사와 경쟁하기 시작하였다. 회사들은 그들이 1821년 결합될 때까지 앨버타 지방에서 경쟁하였다.
1788년 모피 교역인 로더릭 매켄지는 포트치페와이언을 설립하였다. 그의 사촌 알렉산더 매켄지는 1789년 이 교역지로에서 북극해로, 그리고 1793년 태평양으로 여행을 떠났다. 1789년과 1812년 지리학자 데이비드 톰슨은 캐나다 북서부의 첫 좋은 지도를 마련한 앨버타 지방에서 측량도들을 만들었다.

### 선교 활동
1800년대 중반 동안에 앨버자 지방에서 대부분의 정착자들은 교역인, 그리고 인디언과 유럽인의 혼혈 메티스들이었다. 선교사들은 많은 원주민들을 기독교로 개종시켰다. 그들은 또한 학교들을 소개하고, 영구적으로 정착시키고 농업을 시작하는 데 인디언들과 메티스들을 설득시켰다.
감리교인 로버트 T. 런들은 지방에서 첫 선교사였다. 그는 1840년에 도착하여 1848년까지 머물렀다. 2명의 다른 감리교 지도자들 조지 맥더걸과 그의 아들 존 맥더걸은 1863년 앨버타 지방에 도착하였다. 장 티볼이란 이름을 가진 성직자는 1843년 랙생트에 앨버타의 첫 로마 가톨릭교회 선교소를 설립하였다. 1852년 다른 가톨릭 성직자 알베르 라콩브는 메티스와 인디언들 사이에 일하기 시작하였으며, 1861년 세인트앨버트의 타운을 창립하였다.

### 초기의 정착

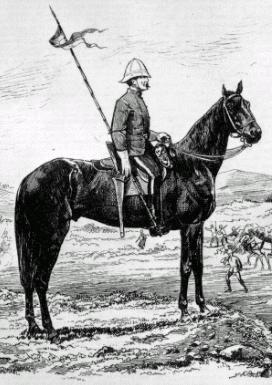
1875년 경의 노스웨스트 기마경찰대

1870년 허드슨 베이 회사는 루퍼트의 대지를 새롭게 형성된 캐나다 자치령으로 전환시킨 영국 정부에게 포기하였다. 자치령은 회사에 1과 절반 백만 달러를 내고 평야들의 큰 지역들을 간직하는 데 허락하였다. 그해 후순에 캐나다는 앨버타 지방과 전 루퍼트의 대지의 나머지를 포함한 노스웨스트 영토를 설립하였다.
이때 몬태나에서 온 교역자들이 노스웨스트 영토에서 인디언들과 불법적인 주류 교류를 경영하고 있었다. 이 교역을 멈추고 지방의 평화로운 정착을 위한 길을 준비하는 데 캐나다 정부는 노스웨스트 기마경찰대를 결성하였다.
기마경찰대들은 1874년 포트맥로드에서 앨버타 지방에 자신들의 첫 주둔지를 설립하였다. 그들은 곧 불법 교역을 멈추고 원주민들의 신임과 경의를 얻었다. 몇년 안에 원주민과 캐나다 정부는 3개의 조약들을 맺었다. 1876년에 맺어진 6번 조약과 1877년에 맺어진 7번 조약은 보호 구역들, 해마다의 지불과 인디언들을 위한 미래의 원조의 약속을 위한 반환에서 앨버타의 중부와 남부를 캐나다 정부에게 주었다. 1899년에 맺어진 8번 조약은 앨버타의 북부 절반을 비슷한 기간들에 캐나다에게 주었다.
1883년으로 봐서 대부분이 소의 방목자들인 대략 500명의 정착자들이 앨버타 지방에 살고 있었다. 그해에 캐나다 태평양 철도가 동부 캐나다에 있는 도시들과 캘거리를 이었다. 루이스 릴에 의하여 지도된 인디언과 메티스들의 반란인 노스 웨스트 폭동이 앨버타 지방에서 거대한 울림을 일으켰다. 하지만 지역에서 단 하나의 폭력은 프로그레이크에서 인디언들에 의하여 9명의 백인들이 살해된 일이었다.

### 새로운 주

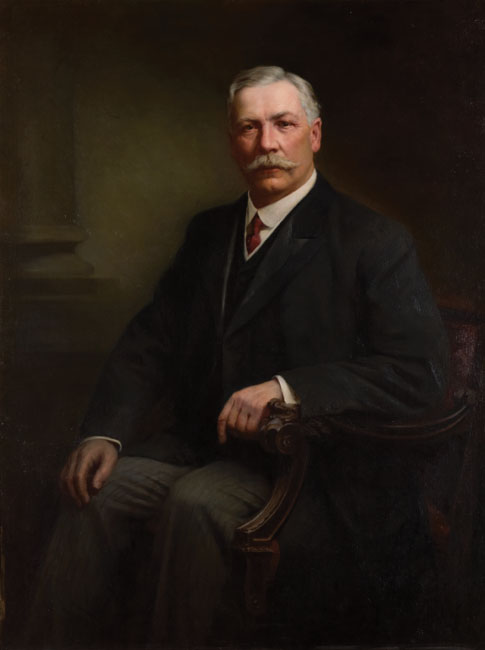
앨버타주의 초대 지사 알렉산더 러더퍼드

앨버타 지방에서 정착을 위한 기회들이 동부 캐나다, 미국과 유럽에서 온 수천명의 농부들을 끌어들였다. 1905년 캐나다 정부는 앨버타주를 설립하였다. 자유당 정치인 알렉산더 C. 러더퍼드가 초대 주지사가 되었다. 앨버타주의 첫 석유 발견이 1914년 터너 밸리에서 만들어졌다.
제1차 세계 대전이 끝난 후, 가뭄과 농산물에 저가격의 이유로 많은 농부들이 자신들의 대지를 잃었다. 새로운 정당 앨버타 연합 농업당은 1921년 자유당으로부터 주의 정부의 통치를 이겼다. 새 정당은 자신들의 이득들을 보호하는 데 가장 좋은 방향으로 느낀 농부들로부터 후원을 받았다. 주 정부는 교육, 고속도로와 공공 보건 프로그램들을 향상시키고 확장하였다.
1930년대의 대공황이 일어나는 동안에 농산물의 저가격들이 앨버타주에 권력을 차지하는 다른 새로운 당으로 이끌었다. 윌리엄 애버하트에 의하여 지도된 사회 신용당이 1935년에 선출되었다. 그 당은 대공황의 문제들을 해결하는 약속을 하였다. 새 정부는 금융과 신용을 조절하는 데 법률들을 통과시켰으나 연방 정부는 이 법률들이 비헌법적이라고 선언하였다.

### 1900년대 중반
앨버타주는 제2차 세계 대전이 일어나는 동안에 번영하였다. 농부들은 연합국의 식량의 필요성들을 만나는 도움을 주는 데 곡식을 수확하고 가축을 길렀다. 광업과 제조업이 전쟁 물자들의 생산과 함께 증가하였다.
1947년 석유와 천연 가스가 에드먼턴 근처의 레덕에서 발견되었다. 이 발견들은 앨버타주의 경제를 변화시킨 넓게 퍼진 산업화로 이끌었다. 주는 대지에서 천연 자원의 권리들의 대부분을 소유하고, 계약, 임대와 사용료들로부터 소득을 받았다. 앨버타주는 주의 병원, 도로, 학교와 다른 공공 사업들을 확장하는 데 돈을 썼다. 1957년 주는 그 석유 소득으로부터 배당금을 시민들에게 지불하였다. 앨버타주에서 최소한 5년을 살은 모든 성인은 20 달러를 받았다. 1958년 주 정부는 17 달러 50 센트의 배당금을 지불하였다.
1954년 처음으로 앨버타주의 광업과 제조업의 통합된 가치가 농업보다 더욱 거대해졌다. 산업화가 증가하면서 다른 주들, 그리고 유럽과 미국으로부터 수천명의 근로자들이 앨버타주에 왔다. 앨버타주의 인구는 1950년대에 거대하게 증가하고, 시골 대신 도시에 증가하였다. 1945년 주민의 4분의 1 적은 수는 캘거리와 에드먼턴에 살았다. 1966년으로 봐서 주민의 대략 절반이 그 두 도시들에 살았다.
1958년 앨버타주의 제임스 글래드스턴이 캐나다 상원의 첫 인디언 의원이 되었다. 존 디펜베이커 총리가 그의 임명을 추천하였다.
1950년대에 석탄 산업이 쇠퇴하기 시작하였다. 디젤 기관차가 증기 엔진들을 대신하면서 철도들이 석탄으로부터 디절 연료로 전향하였다. 또한 천연 가스와 석유는 많은 난방 시스템에서 석탄을 대신하였다. 1962년 앨버타주에서 석탄 생산은 낮게 기록으로 떨어졌다. 그러나 그해 일본이 석탄을 위한 새로운 시장이 되고 석탄 생산이 증가하기 시작하였다.
1967년에는 앨버타주의 역청 모래들로부터 석유를 이송하는 데 애서버스카 강 유역의 첫 시설이 완공되었다. 앨버타주 "자원 철도"는 1969년에 운영되었다. 이 235 마일(378 킬로미터)의 선은 대평원에서 브륄레로 뻗어나간다. 그 철도선은 앨버타주 북부에 있는 미개발 대지에 열어 산업이 미네랄 자원의 매장량과 재목에 도달할 수 있었다. 캐나다 횡단도로와 옐로헤드 고속도로의 앨버타주 부문이 1960년대에 완공되었다.

### 1900년대 후반

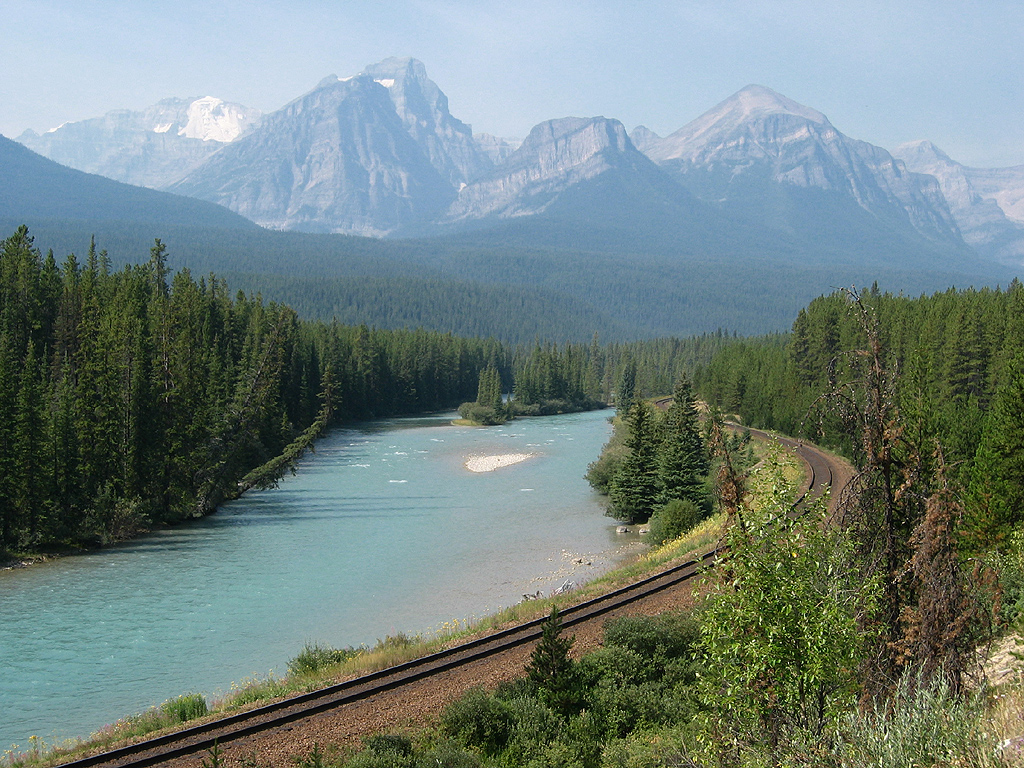
밴프 국립공원에서 바라본 보우 강

1971년 투표인들은 사회 신용당의 36년 지배를 끝내면서 앨버타주 정부의 통치를 진보보수당에게 주었다. 진보보수당원들은 그때 이래 총선에서 통치를 유지하였다.
1970년대와 1980년대 초반에 앨버타주는 거대한 산업의 확장을 경헙하였다. 주의 막대한 석유 매장량들이 많은 새로운 산업들을 끌어들였고, 캐나다의 다른 부분들에서 온 수천명의 주민들이 직업들을 찾으러 앨버타주에 왔다. 주의 역청 모래들로부터 석유를 이송하는 두번째 시설이 1978년에 개장되었다. 이 시설은 앨버타주에서 지어진 가장 큰 산업 단지이다.
캘거리와 에드먼턴은 소매상, 관광업과 다른 서비스업들의 확장으로 인하여 재빠르게 번창하였다. 1988년 동계 올림픽이 캘거리에서 열렸다. 캘거리는 또한 1987년에 창립된 개혁당의 본부가 되기도 하였다. 서부의 주로 더 많은 주의를 요구한 개혁당은 2000년에 해산되었다.

### 최근의 발전
2006년 주의 선거에 이어 진보보수당이 권력에 남아있었다. 1992년 이래 정부를 지도해 온 랠프 클라인을 대신하여 에드워드 M. 스텔매크가 주지사로 되었다. 또한 그해에 개혁당의 전 지도자이자 캘거리의 의원 스티븐 하퍼는 캐나다의 총리가 되었다. 2008년 주의 선거에서 앨버타 주민들은 진보보수당을 재선출하고 스텔매크는 주지사 직에 남아있었다.

## 경제

### 서비스업
서비스업은 앨버타주의 국내 총생산과 고용의 가장 큰 부문을 차지한다. 앨버타주의 서비스업들은 캘거리와 에드먼턴 메트로폴리탄 지역들에 집중되어 있다. 주도인 에드먼턴은 정부 활동의 중심지이다. 호텔, 식당과 다른 서비스업들은 매년 주를 방문하는 수천명의 관광객들로부터 이득을 얻는다. 로키산맥의 밴프 국립공원과 캘거리와 에드먼턴의 도시들은 앨버타주의 지도적인 관광객 목적지들 중에 랭킹으로 들어와있다.
많은 서비스업들은 앨버타주의 자연 자원들 주위에 중심을 이룬다. 금융, 보험과 부동산은 앨버타주의 석유와 가스 산업들에 의하여 가져온 소득들로부터 거대하게 이득을 보는 편이다. 예를 들어 각해마다 주 정부는 주의 금융 연구소들에서 투자되는 석유 회사들로부터 온 광구 사용료에서 수백만 달러의 기부금을 모집한다. 앨버타주의 소매상은 주로 식품과 광물의 분배에 기초를 두었다. 주는 석유와 천연 가스의 큰 양을 미국으로 수출한다.

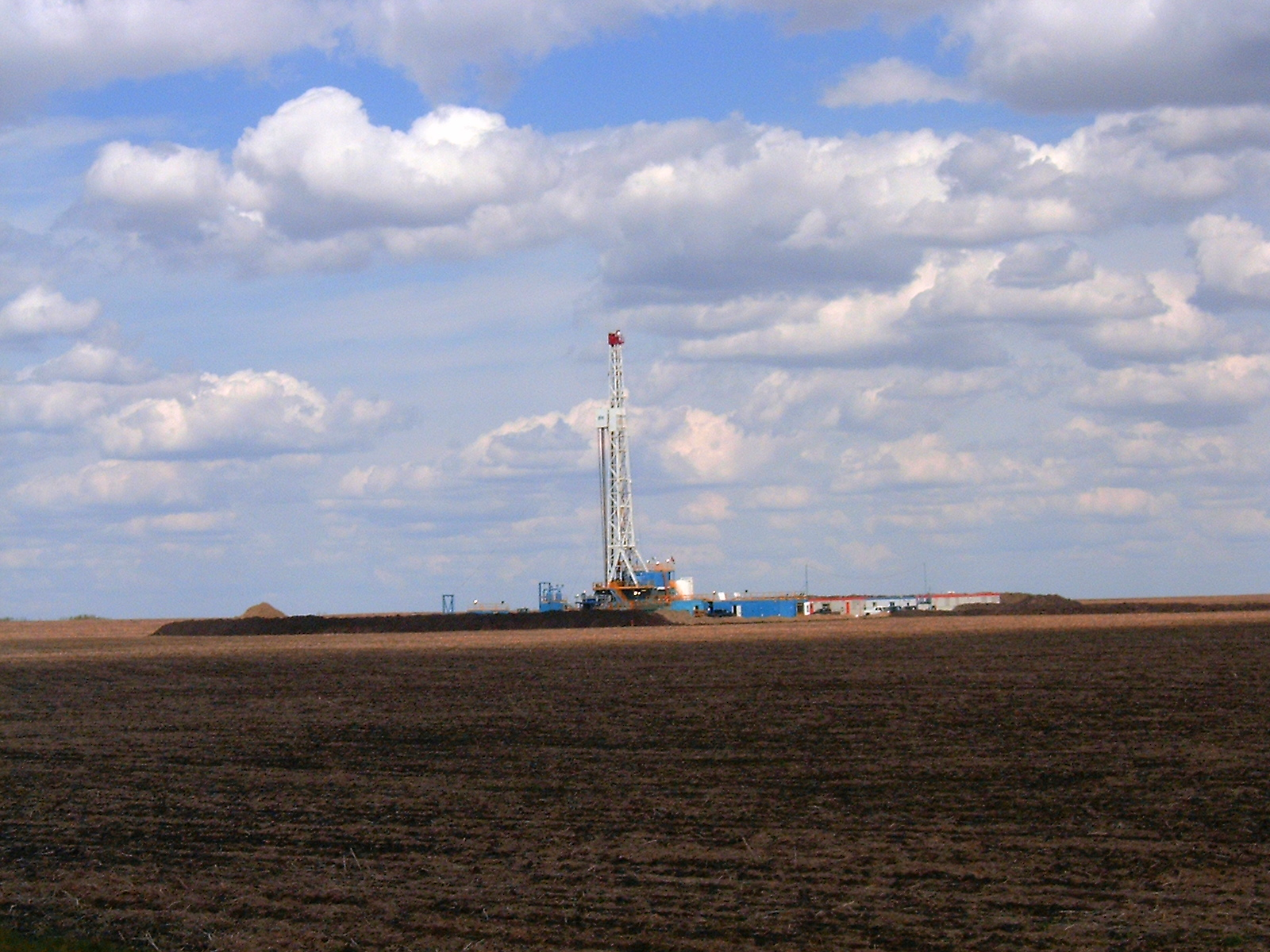
앨버타주는 캐나다의 지도적인 석유 산업의 중심지이다.

### 광업
석유와 천연 가스는 앨버타주 광업 소득의 대다수를 차지하는 편이다. 앨버타주는 다른 주보다 더 많은 천연 가스와 석유를 생산한다. 앨버타주의 주요 유전들은 주디 크리크, 펨비나, 레인보 레이크, 레드워터와 스원 힐스에 있다.
앨버타주에는 유사로부터 석유를 생산하는 2개의 큰 시설들이 있다. 이 생산 시설들은 애서버스카 강 유역에 있는 포트 맥머리 근처에 놓여 있다. 더 작은 생산 시설들은 콜드 레이크와 피스 강에서 운영된다. 1990년대 이래 포트 맥머리 지역은 주요 석유 회사들이 들어오면서 재빠르게 번창하고, 캐나다와 세계 각지로부터 근로자들을 끌어들였다.
파이프라인들은 앨버타주를 통하여 천연 가스와 석유를 동부, 남부와 서부로 수송한다. 모인 라인들은 주 안에서 연료를 운송하여 산야를 횡단하는 라인들로 보낸다. 주 사이의 파이프라인들은 에드먼턴 근처의 레드워터에서 시작되어 앨버타주의 석유를 퀘벡 시로 향하여 동부로 수송한다. 트랜즈 마운틴 파이프라인은 에드먼턴으로부터 브리티시컬럼비아주 밴쿠버의 석유 정제소로 향하여 서부로 수송한다. 앨버타주의 파이프라인들은 천연 가스를 앨버타주-서스캐처원주 경계에서 퀘벡 시로 뻗어지는 트랜즈-캐나다 파이프라인으로 수송한다. 이 모든 파이프라인들은 미국으로 향하는 지선들이 있다. 추가로 파이프라인들의 회로망은 천연 가스를 앨버타주에서 캘리포니아주로 수송한다.
석탄, 모래와 자갈, 그리고 유황도 또한 중요한 광물들이다. 앨버타주 남부에 있는 광업 운영들은 캐나다의 1년간 석탄 산출량의 거의를 생산한다. 석탄의 대부분은 표면 체굴에 의하여 얻을 수 있다. 주의 모래와 자갈 생산은 거의 주의 남중부에서 일어나는 편이다. 앨버타주의 모든 유황의 거의는 천연 가스의 처리로부터 온다. 유황은 종이와 비료의 제조에서 쓰인다.

### 제조업
앨버타주의 제조업의 거의는 주의 농산물, 산림과 광물을 가공하는 데 봉납되고 있다. 정육 포장은 앨버타주에서 식품 가공의 지도적인 타입이다. 캘거리 지역은 캐나다 정츅 포장업의 주요 중심지이다. 다른 중요한 제품들은 낙농제품, 밀가루와 청량음료를 포함한다. 주로 주의 북부에 있는 제재소들은 재목과 다른 목재 제품들을 생산한다. 뉴스프린트는 중요한 인쇄 용지는 중요한 종이 제품이다.
앨버타주의 주요 화학품들은 석유 화학품과 비료이다. 석유 화학품들은 석유로부터 생산되며 에틸렌과 메타놀 같은 합성물을 포함한다. 에드먼턴과 스콧퍼드는 석유 정제소들이 있다. 석유와 가스 산업의 용품들은 앨버타주의 기계와 합성 금속 생산의 가장 큰 부분을 차지한다.

### 농업

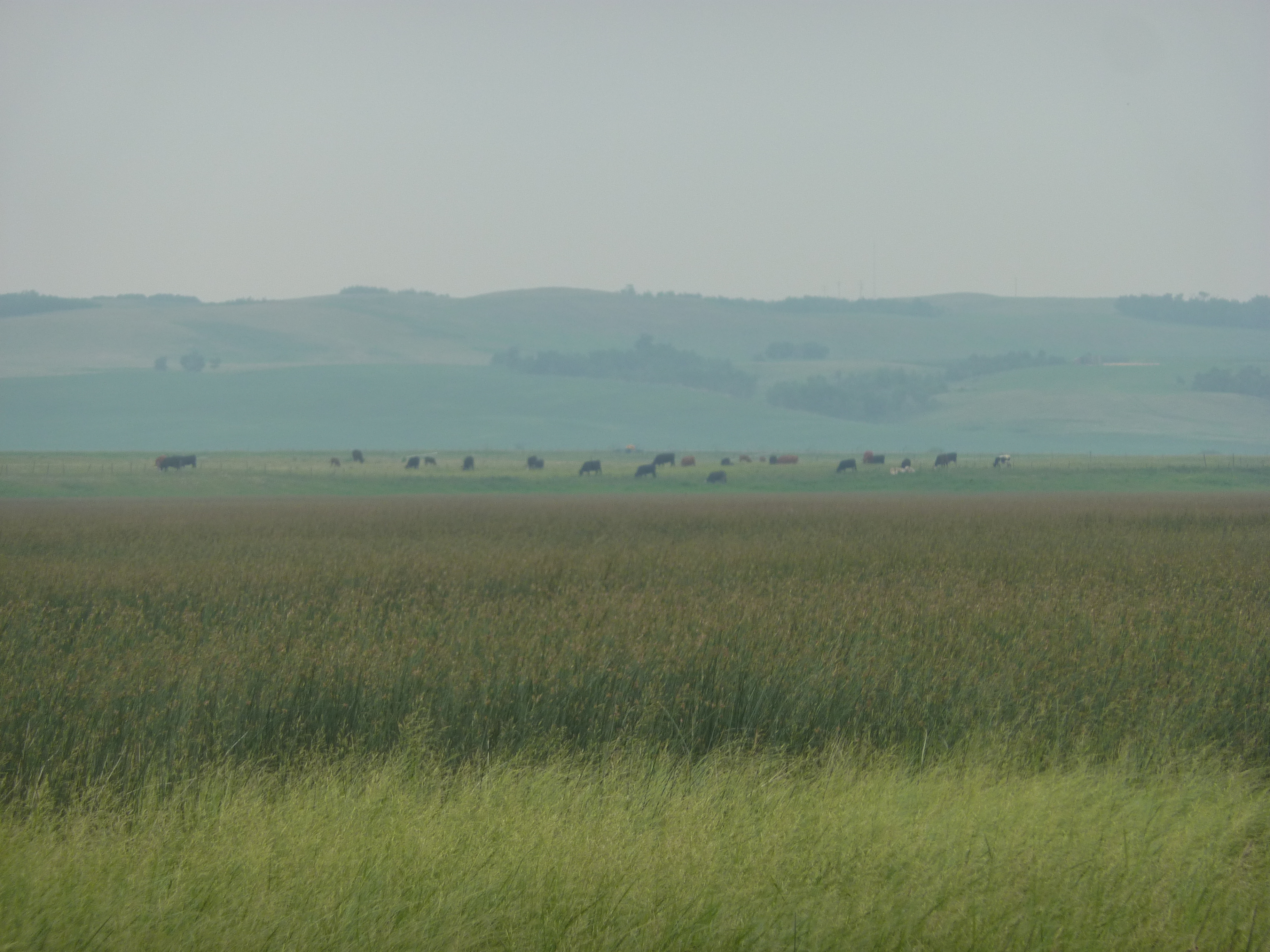
초원과 배경에 보이는 소떼

농장 지대는 내륙 지역의 대략 3분의 1을 덮고 있다. 육우는 앨버타주에서 지도적인 농산물이다. 소의 방목장의 가장 무거운 집중은 캘거리 북부에서 시작되어 미국 국경 지대로 뻗어있는 넓은 지대에 놓여 있다. 앨버타주는 여러 다른 주보다 더 많은 육우를 사육한다. 앨버타주의 농부들은 또한 젖소, 돼지와 닭의 큰 수를 사육하기도 한다.
카놀라와 밀은 앨버타주에서 지도적인 수확물이다. 쿠킹 오일을 만드는 데 쓰이는 카놀라는 주의 전역을 통하여 재배된다. 밀도 또한 주의 거의를 통하여 재배되나 특히 남부에서 자라는 편이다. 서스캐처원 주 만이 더 많은 밀을 생산한다.

### 임업
앨버타주에는 막대한 목재 자원들을 가지고 있다. 산림 지대가 앨버타주 내륙 지역의 대략 60 퍼센트를 덮고 있다. 숲들은 앨버타주의 북부와 서부에서 주로 자라는 편이다. 전나무와 소나무 같은 침엽수들은 가장 가치적인 종이다. 미루나무 활엽수도 또한 중요하다. 주 정부는 목재 수확을 조절하는 편이다.

## 주민

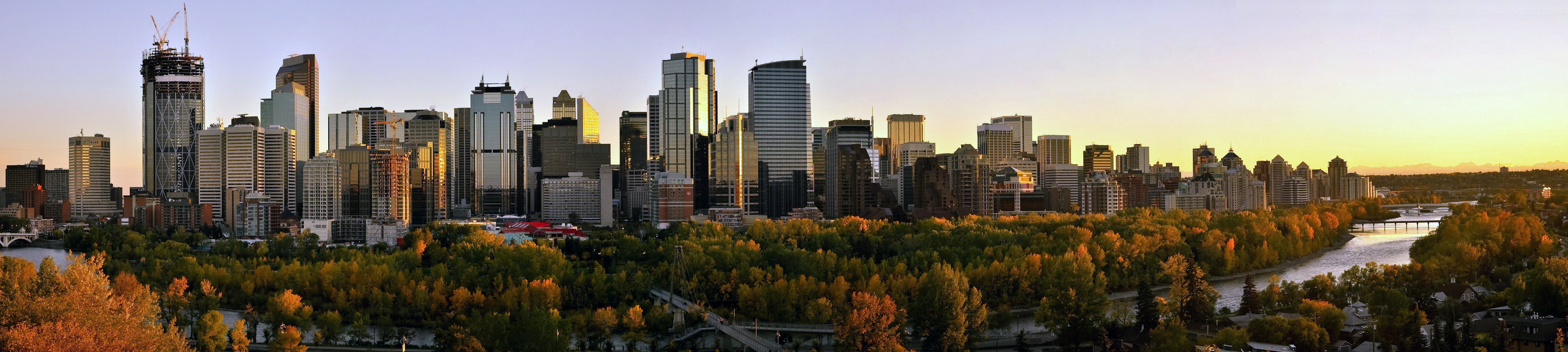
캘거리의 파노라마

2006년 캐나다 인구 조사국은 앨버타주의 인구가 3,290,350명이라고 보고하였다. 인구는 2001년으로 본 총 2,974,807명에서 10 퍼센트 이상을 증가하였다.
앨버타 주민의 대부분은 주의 남부에 산다. 캘거리는 앨버타주의 가장 큰 도시이며, 주도인 에드먼턴이 그 다음이다.
앨버타 주민의 대략 80 퍼센트는 도시 지역들에 산다. 대부분의 도시 주민들은 캘거리와 에드먼턴의 메트로폴리탄 지역들에 산다. 이 두 도시는 캐나다 통계에 의하여 규정이 지어진 대로 앨버타주의 단 하나의 인구 조사 메트로폴리탄 지역들이며, 인구 100,000명 이상과 함께 한 앨버타주의 단 둘의 도시들이다.
모든 앨버타 주민 100명 중 대략 85명이 캐나다에서 태어났다. 나머지 주민들의 대략 3분의 1은 아시아의 나라들에서 왔다. 앨버타주의 가장 큰 인구 단체들은 잉글랜드, 독일, 스코틀랜드와 아일랜드 계통의 주민들로 구성되어 있다. 주의 다른 민족 단체들은 네덜란드, 프랑스, 아메리카 인디언, 폴란드와 우크라이나 계통의 주민들을 포함한다.
앨버타주에는 대략 97,000명의 아메리카 인디언 계통의 주민들이 있으며, 이들 중 대략 41,000명은 보호 구역들에 산다. 이 종족들은 블러드 족, 크리 족, 피이카니 족과 시크시카 족을 포함한다. 대략 83,000명의 메티스(인디언과 유럽인의 혼혈)들도 또한 앨버타주에 산다. 대략 15,000명의 후터파들이 앨버타주에 살며, 다른 주보다 더 많은 편이다. 이 공동체 경향의 종교적 단체는 단순한 생활들을 지도한 성공적 농부들이다. 그들은 대략 80개의 공동체들에 살며 대부분 주의 남서부와 캘거리의 북동부에 산다. 많은 후터파 가족들은 9명 이상의 자식들을 포함한다. 후터파들은 1918년 사우스다코타주로부터 앨버타주로 건너왔다.